# Казе Гарбатини (Анкона)
Казе Гарбатини је насеље у Италији у округу Анкона, региону Марке.
Према процени из 2011. у насељу је живело 28 становника. Насеље се налази на надморској висини од 21 м.